# Famara Diédhiou
Famara Diédhiou (Saint-Louis, 15 december 1992) is een Senegalees voetballer die doorgaans als aanvaller speelt. Hij tekende in juli 2017 bij Bristol City, dat hem overnam van Angers SCO. In 2014 debuteerde hij voor Senegal.

## Clubcarrière
Diédhiou begon zijn carrière in 2012 bij ASM Belfort. Vervolgens trok hij naar SAS Épinal. Na één seizoen tekende hij bij Gazélec Ajaccio. In 2014 kwam de Senegalees international bij FC Sochaux terecht, dat hem vanaf februari 2015 anderhalf seizoen uitleende aan Clermont Foot. Tijdens het seizoen 2015/16 maakte hij 21 doelpunten in de Ligue 2. In juli 2016 betaalde Angers SCO 1,6 miljoen euro voor de aanvaller, die een vierjarig contract tekende. Op 13 augustus 2016 debuteerde hij in de Ligue 1 tegen Montpellier HSC. Op 24 september 2016 maakte Diédhiou zijn eerste competitietreffer tegen AS Monaco.

## Clubstatistieken
| Seizoen | Club            | Land      | Competitie             | Wed. | Doelp. |
| ------- | --------------- | --------- | ---------------------- | ---- | ------ |
| 2011/12 | ASM Belfort     | Frankrijk | Championnat National 2 | 11   | 3      |
| 2012/13 | SAS Épinal      | Frankrijk | Championnat National   | 30   | 12     |
| 2013/14 | Gazélec Ajaccio | Frankrijk | Championnat National   | 33   | 13     |
| 2014/15 | FC Sochaux      | Frankrijk | Ligue 2                | 13   | 1      |
| 2014/15 | → Clermont Foot | Frankrijk | Ligue 2                | 14   | 2      |
| 2015/16 | → Clermont Foot | Frankrijk | Ligue 2                | 36   | 21     |
| 2016/17 | Angers SCO      | Frankrijk | Ligue 1                | 31   | 8      |
| 2017/18 | Bristol City FC | Engeland  | Championship           | 32   | 13     |
| 2018/19 | Bristol City FC | Engeland  | Championship           | 41   | 13     |
| 2019/20 | Bristol City FC | Engeland  | Championship           | 9    | 2      |
| Totaal  | Totaal          | Totaal    | Totaal                 | 250  | 88     |

## Interlandcarrière
Diédhiou debuteerde in 2014 voor Senegal, in een oefeninterland tegen Colombia. Hij speelde de volledige wedstrijd, die in 2-2 eindigde. Op 3 september 2016 maakte de aanvaller zijn eerste interlandtreffer, in een kwalificatiewedstrijd voor de Afrika Cup 2017 tegen Namibië.
In 2022 won hij met Senegal het Afrikaans kampioenschap voetbal 2021.

## Erelijst
| Afrika Cup | 1x | 2021 |